# Mirko Šundov
Mirko Šundov (Bračević, 15. siječnja 1962.), hrvatski general i bivši načelnik Glavnog stožera Oružanih snaga Republike Hrvatske.

## Životopis
Diplomirao je na Fakultetu političkih znanosti u Sarajevu 1986. godine, a na Prirodoslovno-matematičkom fakultetu Sveučilišta u Zagrebu (znanstveno polje geoznanosti, znanstvena grana fizička geografija) magistrirao je 1999. godine, te doktorirao 2007. godine.
General Mirko Šundov dragovoljac je i sudionik Domovinskog rata od 1991. godine. U Oružanim snagama RH obnašao je niz zapovjednih i drugih odgovornih dužnosti, među kojima dužnost zapovjednika 4. gardijske brigade Zbora narodne garde (ZNG), zamjenika zapovjednika Zbornog područja Split, zapovjednika Zbornog područja Knin, zapovjednika Zapovjedništva za obuku OS RH, zapovjednika Ratne škole "Ban Josip Jelačić", zapovjednika Zapovjedništva za združenu izobrazbu i obuku "Petar Zrinski", zapovjednika i ravnatelja Hrvatskog vojnog učilišta "Petar Zrinski" te vojnog predstavnika Republike Hrvatske u NATO-u i EU.
Završio je više vojnih škola i tečajeva u Hrvatskoj i inozemstvu, između ostalih Ratnu školu „Ban Josip Jelačić“, Tečaj za visoke dužnosnike u Centru za sigurnosne studije "George C.Marshall"  u Njemačkoj, Tečaj za visoke dužnosnike u misijama UN u Finskoj, NATO Defence College u Rimu i druge.
General Šundov odlikovan je odlikovanjima Red hrvatskog pletera, Red hrvatskog trolista, Red bana Josipa Jelačića, Red Nikole Šubića Zrinskog i Red kneza Branimira s ogrlicom te Spomenicom Domovinskog rata i Spomenicama domovinske zahvalnosti za 5, 10 i 15 godina službe i medaljom Oluja. Za ostvarene rezultate u radu 1992. i 1993. godine pismeno je pohvaljen pohvalom predsjednika Republike Hrvatske i vrhovnog zapovjednika OS RH, a 2013. godine pohvalom ministra obrane.
Na dužnost načelnika Glavnog stožera Oružanih snaga RH stupio je 1. ožujka 2016, a prethodno je obnašao dužnost glavnog inspektora obrane.
U povodu 25. obljetnice ustrojavanja Oružanih snaga RH, Dana Oružanih snaga i Dana Hrvatske kopnene vojske, general Šundov promaknut je u čin generala zbora.
Oženjen je i otac je dvoje djece, sina i kćeri.